# Maria Luisa (film 1944)
Maria Luisa (Marie-Louise) è un film del 1944 diretto da Leopold Lindtberg.